# Jacob Riis
Jacob August Riis (Ribe, 1849. május 3. – Barre, 1914. május 26.) dán származású amerikai oknyomozó újságíró, szociofotós. 

## Munkássága
A szociális igazságtalanságok ellen küzdő személyként vált ismertté, aki riporterként, mint a szociofotográfia egyik első alakja arról is nevezetes, hogy – az elsők egyikeként – villanóport használt, melynek segítségével az éjszakai órákban tudott a sötét New York-i nyomortanyákon felvételeket készíteni.
Apja tanár volt Ribe városában, amellett szerkesztője is egy helyi lapnak.
Már gyermekkorában igen érzékenyen érintette mások nyomorának látványa. Tizenkét éves korában Karácsonyra minden összegyűjtött pénzét egy nyomorgó családnak adta. Tizenhat éves korában Koppenhágába költözött, huszonegy évesen Amerikába emigrált. Ácsként helyezkedett el. Nem boldogult könnyen, alkalmi munkákból élt, hajléktalan is volt, sőt volt, hogy az éhségtől összeesett az utcán. Helyzete akkor kezdett jobbra fordulni, amikor állást kapott a The News nevű lapnál, ahol szerkesztőként dolgozott. Később a New York Evening Sun, a Brooklyn News, majd a New York Tribune rendőrségi riportereként eljutott a legsötétebb nyomortanyákra. Idővel a fényképezés felé fordult, mert úgy vélte, hogy fotó jobban fel tudják hívni a figyelmet a város szegényeink nyomorúságos helyzetére.
A How the Other Half Lives (1890) címmel megjelent albumában összegyűjtött és kiadott képei lenyűgözték Theodore Roosevelt elnököt, aki azt mondta róla, hogy „nagy a kísértés, hogy Riist nevezze a legjobb amerikainak, aki csak ismert”. Riis munkássága komoly hatással volt a nyomortanyák felszámolására és a szociális viszonyok megváltoztatására.

## Galéria
- Manhattan
- Pihenő banditák (1888)
- Bottle Alley
- Csavargó
- Alvó gyerekek (1890)
- Bérlők a Bayard Street-i bérházban, öt cent egy fekhely (zselatinos ezüst, 1889)